# トニー・クロスビー
トニー・クロスビー（Tony Crosbie、1962年7月23日- ）は、イングランドのリヴァプール出身のファッションスタイリスト、タレント、エッセイスト。ニックネームはトニーさん。
フジテレビ系のサッカー番組、FOOTBALL CX、サッカー小僧、またはFAプレミアリーグのサッカー中継に出演するサッカーのコメンテーターでもある。
2007年4月から2009年3月まで、TOKYO MXの番組「5時に夢中!」で金曜日のコメンテーターを務めた。
2010年6月から開催された2010 FIFAワールドカップ関連のフジテレビ系の番組にも、コメンテーターとして出演した。

## 経歴
リヴァプールで生まれ育ち、かつてジョン・レノンも通ったリヴァプール・カレッジ・オブ・アート（リヴァプール美術学校）とセントマーチン美術大学で、ファッションを専攻した。
後にイタリアでアシスタントデザイナーとして勤務した。
1988年に来日し、服飾メーカーでメンズウェアのデザイナーとして活躍した。
2002年、フジテレビ系・サッカー番組「さんまの天国と地獄」でイングランド代表のサポーターとして出演、下手な日本語とコミカルなキャラクターが視聴者の笑いを誘い、これがテレビに出るきっかけとなった。

## 人物
- 出身地のサッカークラブ・リヴァプールFCの熱狂的なファン。同時にリヴァプールのライバルチームであるという理由で、アンチマンチェスター・ユナイテッドとアンチチェルシーである。
- 執筆活動も行っており、元悪ガキだった父親を題材にしたエッセイ「リヴァプールより悪意をこめて」（双葉社刊）を出版している。
- 日本での生活が長く、秋葉原のディスコ（本人曰く、今は潰れてしまった）で日本人の女性と知り合い結婚。
- FOOTBALL CX、サッカー小僧で共演しているパンツェッタ・ジローラモとは犬猿の仲であり、くだらないことでいつも論争になってしまう。
- 2014年8月26日午後1時45分ごろに、秋田市の海水浴場で溺れていた女性3人を競輪選手の坂本毅と守沢太志とともに救助する。[1]